# این صدا رو متوقف کن!
این صدا رو متوقف کن! (ژاپنی: この音とまれ!, "دور این صدا جمع شید!") یک مجموعه مانگای ژاپنی اثر آمیوست که در اوت ۲۰۱۲ در مجله جامپ اسکوئر شوئیشا منتشر شد. گزارش شده که بیش از ۷٫۵ میلیون نسخه از مانگا فروخته شده است. یک مجموعه انیمه تلویزیونی توسط پلاتینوم ویژن از این اثر اقتباس و از آوریل تا دسامبر ۲۰۱۹ پخش شد.

## خلاصه داستان
ماجرا حول باشگاه کوتو دبیرستان توکیسه در استان کاناگاوا می‌چرخد. تاکزو کوراتا، دانش‌آموز سال دومی، تنها عضوی است که پس از فارغ‌التحصیلی همه اعضای ارشد، در این باشگاه باقی مانده است. او تمام تلاش خود را می‌کند تا اعضای بیشتری را به باشگاه جذب کند. اعضای بیشتری به باشگاه می‌پیوندند و دلایل خاص خود را برای پیوستن دارند. با این حال، در نهایت، همه آنها یک هدف دارند - نواختن ساز در مسابقات ملی کوتو.